# قاسم الحنفي
الشيخ قاسم الحنفي وهو الفقيه قاسم بن نعيم الطائي نسباً الحنفي مذهباً النقشبندي مشرباً وسلوكاً من مواليد 1391هـ / 1971م،. ولد في مدينة بغداد عام 1971م، في العراق، وتعلم القرآن الكريم وتخرج من المدرسة الابتدائية في بغداد عام 1980م.
تتلمذ عند الشيخ عبد الكريم المدرس ودرس قسما من العلوم العربية والإسلامية، كما درس عند غيره من العلماء من أمثال عبد الكريم الدبان والتحق بكلية الإمام الأعظم للدراسات الإسلامية.
,أخذ إجازته العلمية من الشيخ بكر الرشيدي الموصلي حينما كان ساكناً في بغداد طيلة 7 سنين تقريباً، كما أخذ الإجازة عن الشيخ عمرو الديبكي والشيخ كاني ساناني الذي كان مدرساً في بيارة والذي توفي في كردستان.
تعرض للخطف خلال الحرب الأهلية العراقية (2006-2008) ومازال مصيره مجهولا ، وهو من علماء العراق في العلوم العقليّة والشرعيّة.

## مؤهلاته العلميّة
- بكالوريوس في العلوم الإسلامية- كلية الإمام الأعظم - بغداد - عام 1996م - بتقدير ممتاز.
- ماجستير في الفقه المقارن- كلية الشريعة والقانون - جامعة الأزهر - القاهرة - عام 1999م - بتقدير ممتاز.
- اجازات علمية متعددة من بعض مشايخ العراق.
- متخصص في الفقه المقارن.

## أبرز الكتب والأبحاث
- تحقيق كتاب خبايا الزوايا للإمام الزركشي.
- اشترك في تحرير الجزأين الأول والثاني من كتاب البحر المحيط في أصول الفقه للإمام الزركشي، والذي طبعته وزارة الأوقاف والشؤون الإسلامية في الكويت.
- العوض في المتلفات المالية في الفقه الإسلامي رسالة دكتوراه.
- كتب بحوثاً عدة منها:

1.بحث (توسل).
2.بحث (تيمم).
3.بحث (تعدي).
4.بحث (تعويض).
5.بنية المسلم الأخلاقية.

## أخلاقه
كان دمث الأخلاق، مربيًّا فريد الطريقة والأسلوب، تأثّر بخلقه الحسن كلّ من رآه، يتواضع للفقير أكثر من الغنيّ، كان زاهدًا في الدنيا، إن وصلت إلى يده لم تدخل قلبه، كثير التواصل مع زملائه العلماء وأبنائه من طلبة العلم، يرى نفسه خادمًا لهم، كان يُكثر من الإطّلاع، ولم يكن يعتذر لأحدٍ من زوّاره على كثرتهم، كريمًا مع أبنائه وإخوانه وطلاّب العلم، لا يبخل عليهم بوقتٍ ولا مالٍ ولا مراجع علميّة ولا استشارات أكاديميّة، مقبولا لدى الخاصة والعامة، لا يرد طالبا، محبا للعلم وأهله، ومحبا لأهل الله الصوفية، ومبجلا لآل بيت رسول الله.

## فقدانه
تعرض للخطف خلال الحرب الأهلية العراقية (2006-2008) ومازال مصيره مجهولا.